# Lista de futebolistas da Sociedade Esportiva Palmeiras convocados para a Copa do Mundo FIFA

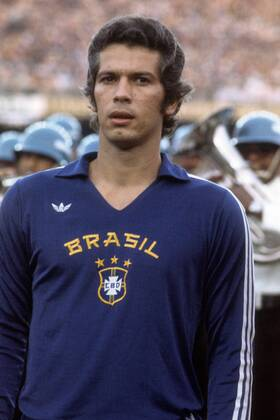
O goleiro Emerson Leão é recordista em copas disputadas (1970, 1974, 1978 e 1986) e jogos disputados (14) pelo clube.

Esta é uma lista de jogadores que, na época em que vestiam a camisa do Palmeiras, foram convocados para defender seus respectivos países em uma Copa do Mundo.
Até a Copa do mundo de 2022, o clube acumulava 25 convocações de jogadores quando atuavam no clube, sendo que, em cada uma das cinco Copas do Mundo vencidas pelo Brasil, havia pelo menos um representante do clube no elenco campeão: em 1958, Mazzola; em 1962, Djalma Santos, Vavá e Zequinha; em 1970, Leão e Baldochi; em 1994, Zinho e Mazinho; e em 2002, Marcos.
O clube também cedeu jogadores a outras seleções como Uruguai (Víctor Diogo, em 1986), Colômbia (Freddy Rincón, em 1994 e Miguel Borja, em 2018), Paraguai (Francisco Arce em 1998/2002, Gamarra em 2006) e Chile (Valdivia em 2014).
Na inauguração do Estádio do Mineirão, em 1965, a Confederação Brasileira de Desportos (CBD) convocou toda a delegação do Palmeiras para representar a Seleção Brasileira, jogadores, técnico e outros profissões do clube, com a partida terminada em 3X0 para a o time brasileiro contra a seleção do Uruguai.

## Jogadores convocados
Estes foram os jogadores de futebol convocados:
| Edição | #   | Jogador          | Posição         | Jogos | Gols |
| ------ | --- | ---------------- | --------------- | ----- | ---- |
| 1938   | 1º  | Luís Mesquita    | Atacante        | 2     | 0    |
| 1950   | 2º  | Jair Rosa Pinto  | Meia            | 5     | 2    |
| 1954   | 3º  | Humberto Tozzi   | Atacante        | 1     | 0    |
| 1954   | 4º  | Rodrigues Tatu   | Atacante        | 0     | 0    |
| 1958   | 5º  | Mazzola          | Atacante        | 3     | 2    |
| 1962   | 6º  | Djalma Santos    | Lateral-direito | 6     | 0    |
| 1962   | 7º  | Vavá             | Atacante        | 6     | 4    |
| 1962   | 8º  | Zequinha         | Meia            | 0     | 0    |
| 1966   | 9º  | Djalma Santos    | Lateral-direito | 2     | 0    |
| 1970   | 10º | Leão             | Goleiro         | 0     | 0    |
| 1970   | 11º | Baldochi         | Zagueiro        | 0     | 0    |
| 1974   | 12º | Leão             | Goleiro         | 7     | 0    |
| 1974   | 13º | Luís Pereira     | Zagueiro        | 6     | 0    |
| 1974   | 14º | Alfredo Mostarda | Zagueiro        | 1     | 0    |
| 1974   | 15º | Leivinha         | Meia            | 3     | 0    |
| 1974   | 16º | Ademir da Guia   | Meia            | 1     | 0    |
| 1974   | 17º | César Maluco     | Atacante        | 0     | 0    |
| 1978   | 18º | Leão             | Goleiro         | 7     | 0    |
| 1978   | 19º | Jorge Mendonça   | Atacante        | 6     | 0    |
| 1986   | 20º | Leão             | Goleiro         | 0     | 0    |
| 1986   | 21º | Víctor Diogo     | Meia            | 3     | 0    |
| 1994   | 22º | Zinho            | Meia            | 7     | 0    |
| 1994   | 23º | Mazinho          | Meia            | 6     | 0    |
| 1994   | 24º | Rincón           | Meia            | 3     | 0    |
| 1998   | 25º | Arce             | Lateral-direito | 3     | 0    |
| 2002   | 26º | Marcos           | Goleiro         | 7     | 0    |
| 2002   | 27º | Arce             | Lateral-direito | 4     | 1    |
| 2006   | 28º | Gamarra          | Zagueiro        | 3     | 0    |
| 2014   | 29º | Valdivia         | Meia            | 3     | 1    |
| 2018   | 30º | Miguel Borja     | Atacante        | 1     | 0    |
| 2022   | 31º | Weverton         | Goleiro         | 1     | 0    |

### Jogadores com mais partidas
| #  | Jogador        | Nº jogos | Copa                    |
| -- | -------------- | -------- | ----------------------- |
| 1º | Leão           | 14       | 1970, 1974, 1978 e 1986 |
| 2º | Djalma Santos  | 8        | 1962 e 1966             |
| 3º | Zinho          | 7        | 1994                    |
| 3º | Arce           | 7        | 1998 e 2002             |
| 3º | Marcos         | 7        | 2002                    |
| 6º | Vavá           | 6        | 1962                    |
| 6º | Luís Pereira   | 6        | 1974                    |
| 6º | Jorge Mendonça | 6        | 1978                    |
| 6º | Mazinho        | 6        | 1994                    |

### Artilharia
| #  | Jogador         | Gols | Copa        |
| -- | --------------- | ---- | ----------- |
| 1º | Vavá            | 4    | 1962        |
| 2º | Jair Rosa Pinto | 2    | 1950        |
| 3º | Mazzola         | 2    | 1958        |
| 4º | Arce            | 1    | 1998 e 2002 |
| 4º | Valdivia        | 1    | 2014        |

## Técnicos
Treinadores da Seleção Brasileira em Copa do Mundo com passagem pelo Palmeiras:
| Copa | Treinador           | Colocação        | Anos em que treinou o Palmeiras  |
| ---- | ------------------- | ---------------- | -------------------------------- |
| 1962 | Aymoré Moreira      | Campeão          | 1951–1952, 1954–1957 e 1967      |
| 1982 | Telê Santana        | 2ª fase          | 1979–1980 e 1990                 |
| 1986 | Telê Santana        | Quartas de final | 1979–1980 e 1990                 |
| 2002 | Luiz Felipe Scolari | Campeão          | 1997–2000, 2010–2012 e 2018–2019 |
| 2014 | Luiz Felipe Scolari | 4º lugar         | 1997–2000, 2010–2012 e 2018–2019 |
| 2018 | Tite                | Quartas de final | 2006                             |
| 2022 | Tite                | Quartas de final | 2006                             |